# Exocentrus interruptefasciatus
Exocentrus interruptefasciatus är en skalbaggsart som beskrevs av Hunt och Stefan von Breuning 1957. Exocentrus interruptefasciatus ingår i släktet Exocentrus och familjen långhorningar.
Artens utbredningsområde är:
- Kenya.
- Zimbabwe.

Inga underarter finns listade i Catalogue of Life.